# Râle à ailes rouges
Aramides calopterus
Espèce
Statut de conservation UICN

 LC  : Préoccupation mineure
Le Râle à ailes rouges (Aramides calopterus) est une espèce d'oiseaux de la famille des Rallidae.

## Répartition
Cet oiseau vit à travers l'Ouest du basin amazonien : Brésil, Équateur et Pérou.